# Charles de Tryon
Charles, comte de Tryon, né le 7 septembre 1773 au château de Salles, à Chassenon, et mort le 31 mars 1852 à Paris est un militaire français des  XVIIIe et XIXe siècles.

## Biographie

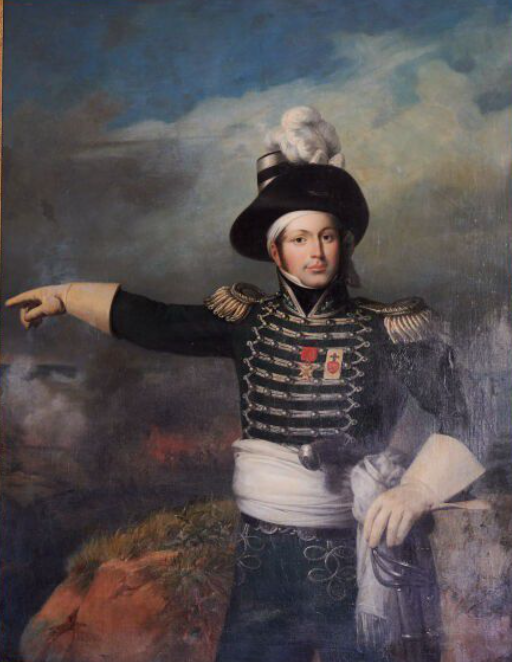
Portrait présumé de Charles de Tryon, huile sur toile, attribué à Paulin Guérin, XIXe siècle.

Issu d’une famille noble d’extraction chevaleresque, Charles de Tryon est né en 1773 au château de Salles, commune de Chassenon en Charente. Il est le fils de Joseph de Tryon et de Françoise de Brettes famille de Brettes.
En 1785, il est présenté de minorité dans l'ordre de Saint-Jean de Jérusalem à l'âge de 12 ans et incorpore le service des pages du grand maître. Il est au service de la marine de l’Ordre en 1788. Il ne prononcera pas ses vœux car, avant sa majorité, il rejoint l’armée des émigrés, en 1791, dans les chevau-légers de la garde du roi et fait la campagne de 1792.
En 1795, il prend part à l'expédition de l'île d'Yeu. Il passe ensuite en Vendée où il est chargé de mission des chefs royalistes près de Charles de Bourbon et du britannique Windham.
Après la défaite des généraux Charette et Stofflet, il se réfugie en Espagne.
Nommé lieutenant-colonel et chevalier de l'ordre de Saint-Louis en 1797, il rentre en France en 1801 avec la loi d’amnistie. Il est alors confirmé dans son grade de lieutenant-colonel par brevet du 24 août 1814 et est employé à l’état-major de la première division militaire.
Il participe à l’expédition d’Espagne comme chef-d’état-major du général Bourke (1823) et le seconde dans ses négociations avec le général Morillo. Dans une proposition d'avancement, le général Bourke dit de lui avoir « beaucoup contribué par sa connaissance de la langue espagnole et son esprit conciliant à cette importante opération »,. Il est ensuite promu maréchal de camp le 7 février 1824.
Le comte Charles de Tryon est mort à son domicile parisien dans le 10e arrondissement ancien le 31 mars 1852.

## Famille
Il épouse Françoise Cornélie de Courcy, fille du comte Mathieu de Courcy et de Philiberthe Geffrard de la Motte (fille du Comte de Sanois). Ils eurent quatre enfants, dont Raoul (1809-1875), colonel d'infanterie, commandeur de la Légion d'honneur en 1859, qui commanda le 41e de Ligne de 1859 à 1869 et Alix qui épousera le comte Auguste de Maillard.

## Distinctions
- Ordre royal et militaire de Saint-Louis
- Commandeur-archiviste de l’ordre du Phénix de Hohenlohe.